# Angelo Di Livio
Angelo Di Livio, född 26 juli 1966 i Rom, är en italiensk före detta fotbollsspelare.

## Karriär

### Klubblag
Di Livio spelade i Reggiana, Nocerina, Perugia och Padova innan han 1993 skrev på för Juventus. Där blev han direkt en viktig startspelare i en av Juventus mest framgångsrika perioder. Under sina sex år i klubben vann han Serie A tre gånger, Champions League, två stycken italienska supercuper, Coppa Italia, Uefa Super Cup och Interkontinentala cupen. Juventus var även i final i UEFA-cupen 1995, där man dock förlorade mot Parma.
1999 gick Di Livio vidare till Fiorentina, där han vann den italienska cupen ytterligare en gång. Under 2002 gick AC Fiorentina i konkurs och laget fick börja om som Florentia Viola i Serie C2. Angelo Di Livio valde dock att stanna i klubben och hjälpte Fiorentina tillbaka till Serie A 2004.

### Landslag
För Italiens landslag gjorde Di Livio 40 landskamper. Han var med och spelade EM 1996, VM 1998 och VM 2002. Di Livio var även med när Italien vann silver under EM 2000.

## Meriter
Juventus
- Serie A: 1995, 1997, 1998
- Coppa Italia: 1995
- Supercoppa italiana: 1995, 1997
- Champions League: 1996
- Uefa Super Cup: 1996
- Interkontinentala cupen: 1996

Fiorentina
- Coppa Italia: 2001
- Serie C2: 2003

Italien
- EM-silver: 2000